# Domaine Francis Ford Coppola
Pour les articles homonymes, voir Francis Ford Coppola.
Le domaine Francis Ford Coppola (Francis Ford Coppola Winery, en anglais) est une entreprise comportant un domaine viticole, une station touristique, et un musée du cinéma. 
Elle est inaugurée en 2010 par Francis Ford Coppola, personnalité du cinéma américain, près de Geyserville dans la Sonoma Valley en Californie aux États-Unis. 

## Historique
Après avoir fondé sa société de production American Zoetrope de San Francisco en Californie en 1969 avec George Lucas, Francis Ford Coppola et son épouse Eleanor achètent en 1974 (puis agrandissent avec le temps) le domaine viticole californien historique du XIXe siècle de 600 hectares d'Inglenook du Rutherford dans la Napa Valley,, en particulier avec les bénéfices du succès international de la trilogie de films Le Parrain de la Paramount de 1972, Le Parrain 2 de 1974, et Le Parrain 3 de 1990,...

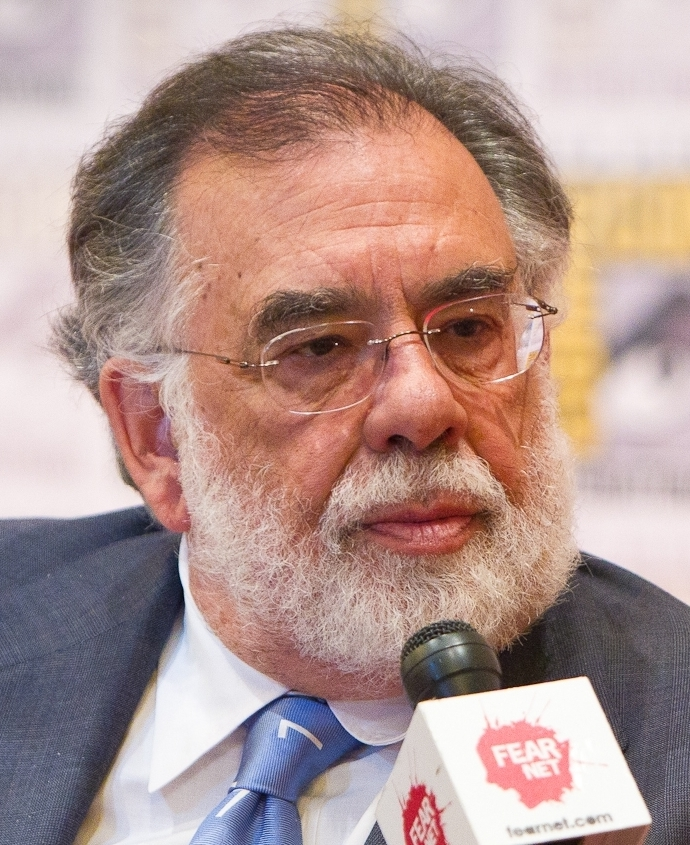
Francis Ford Coppola en 2011
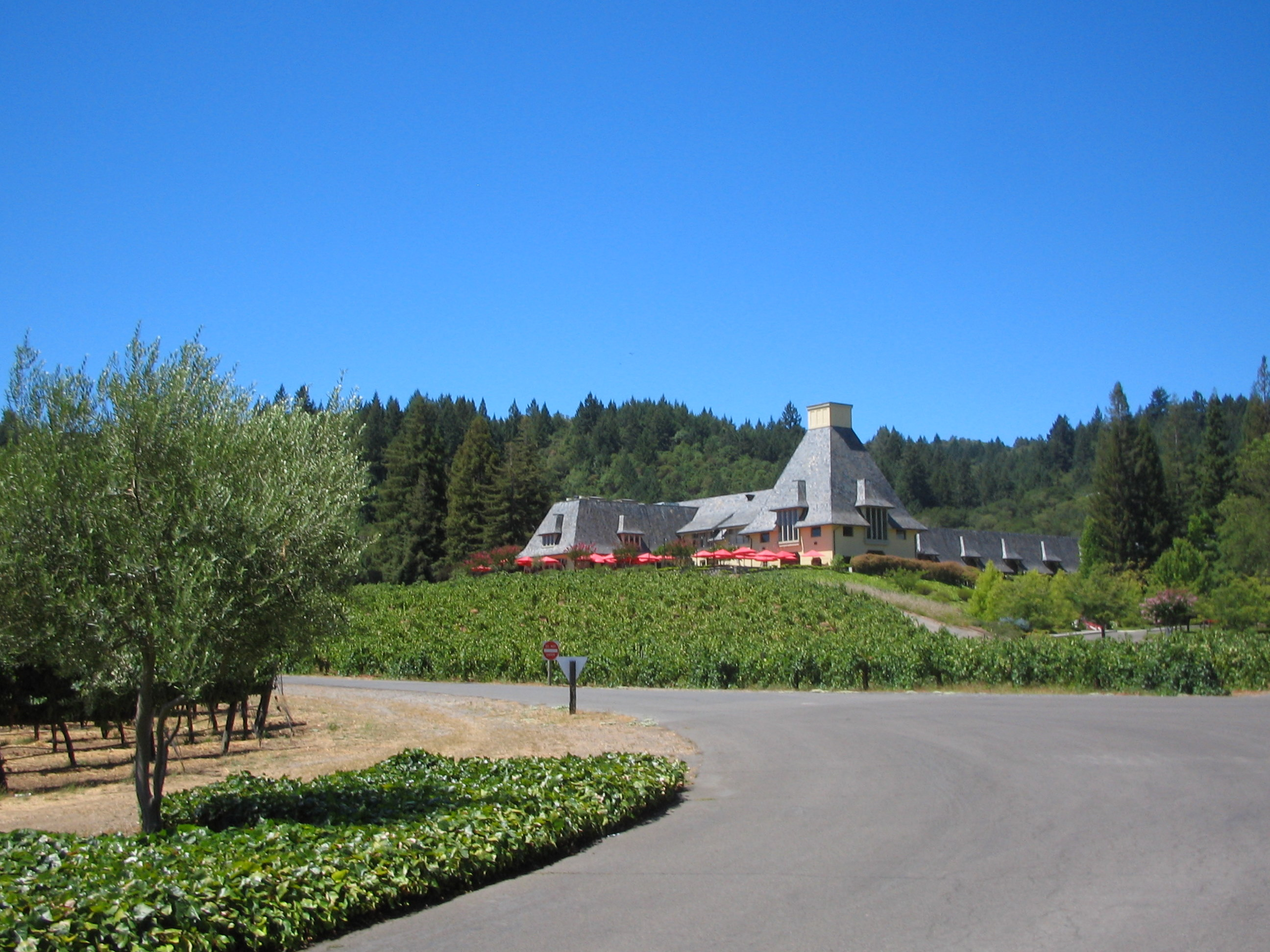
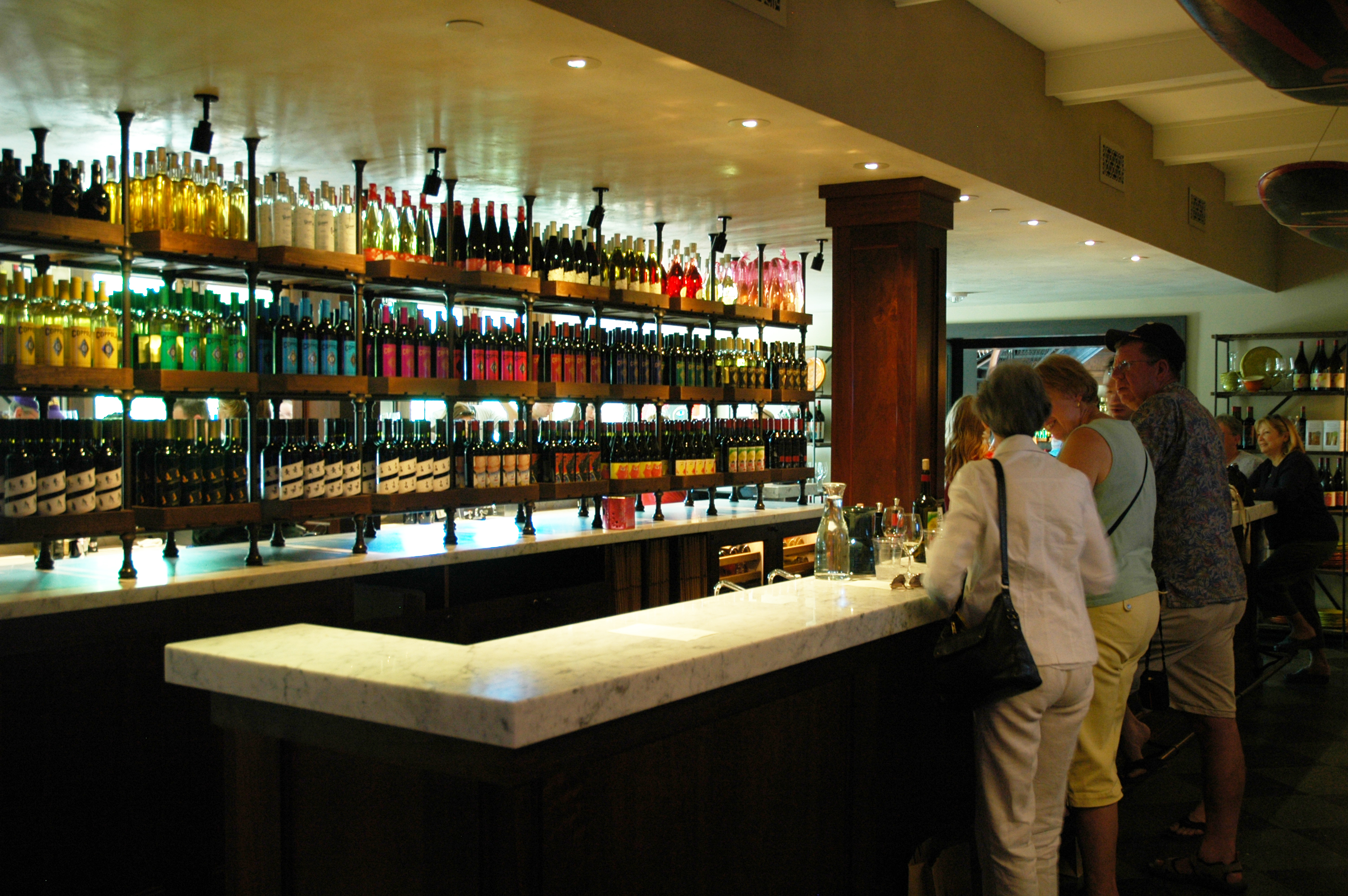

Francis Ford Coppola achète en 2006 ce second domaine viticole californien de Geyserville dans la Sonoma Valley, à 120 km au nord-ouest de San Francisco. Il le converti en complexe touristique viticole d'œnotourisme inauguré en 2010, avec boutique, restaurant, bar à vin, piscine de plus de 300 m², réplique du pavillon de la villa de la famille Corleone du film Le Parrain 2, terrains de pétanque, musée de son œuvre cinématographique (ses Oscars du cinéma, une Tucker '48 du film Tucker de 1988...),,.

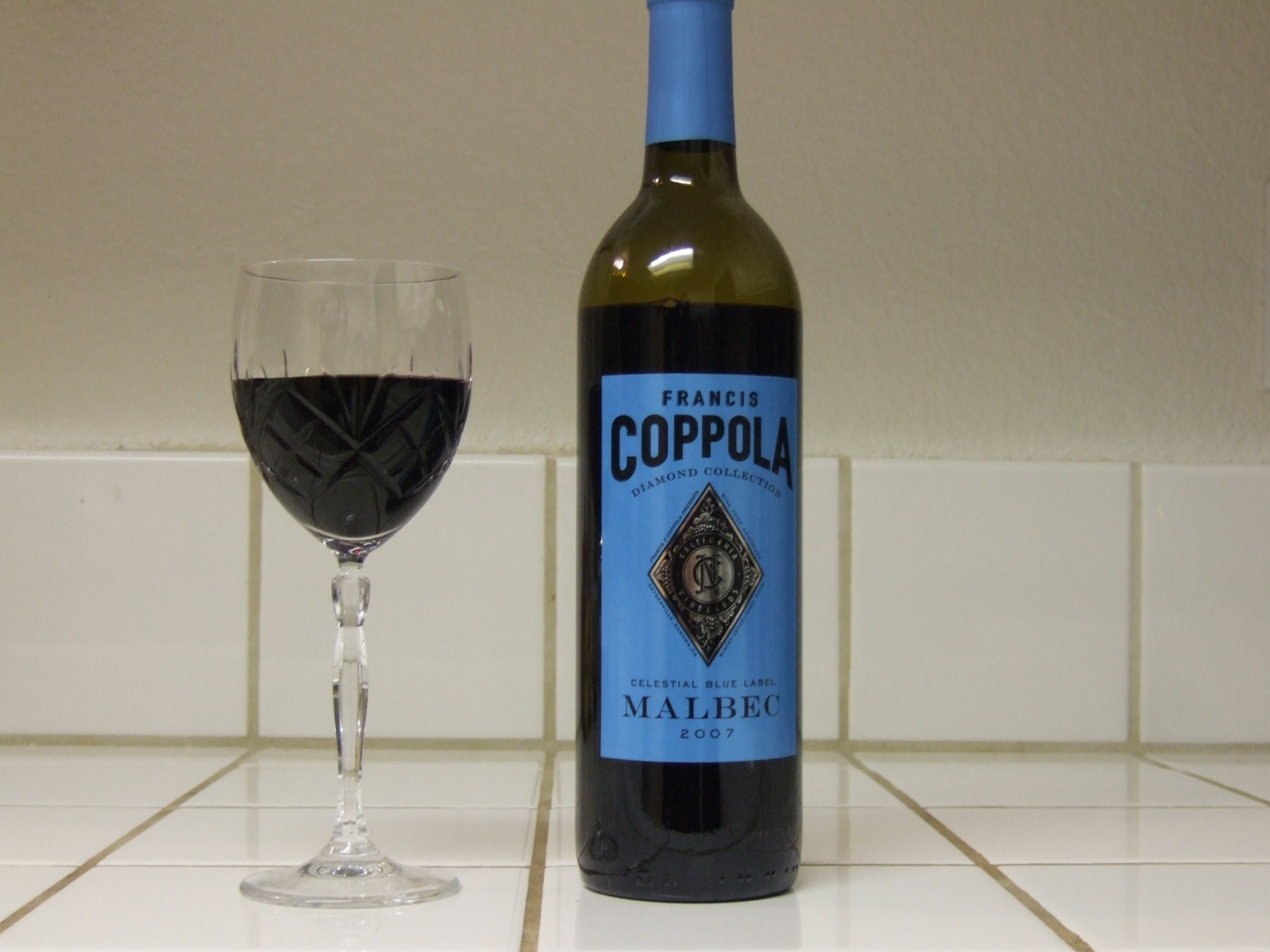
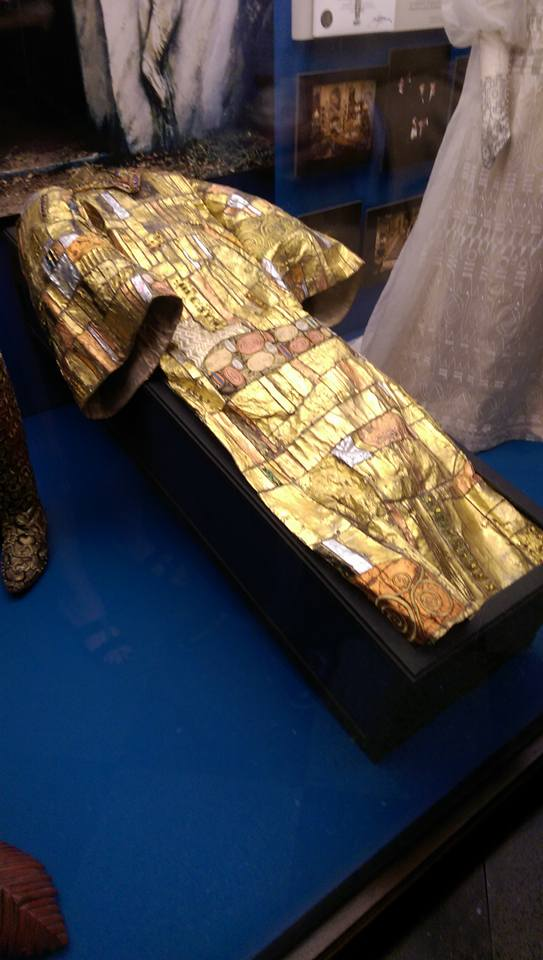
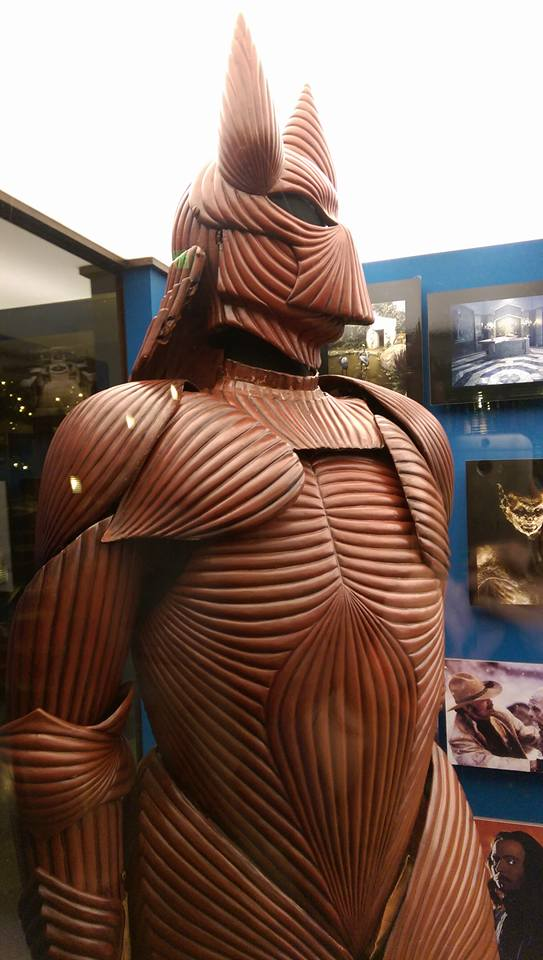
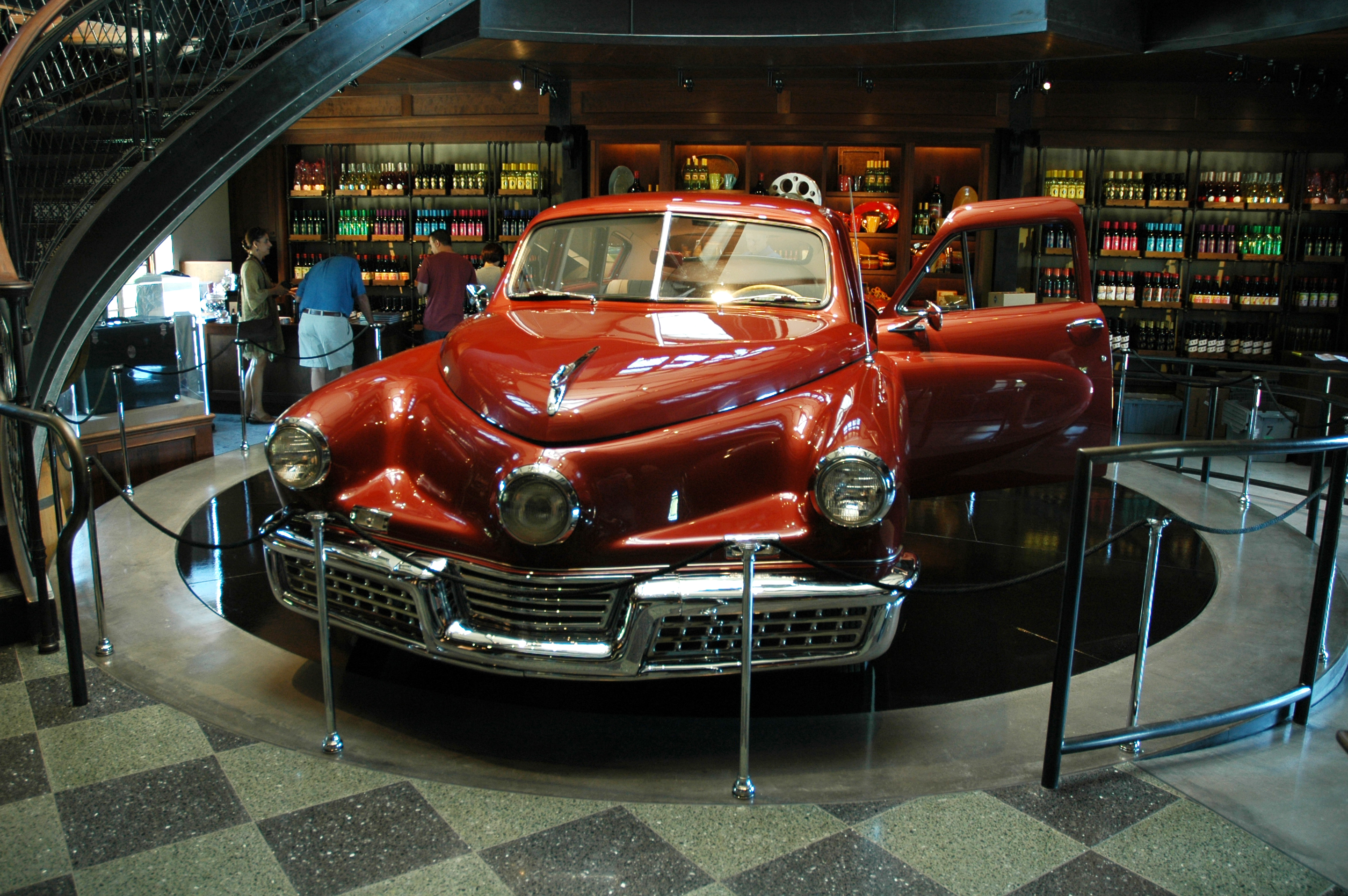
Tucker '48 du film Tucker de 1988